# Euclydes de Oliveira Figueiredo Filho
Euclydes de Oliveira Figueiredo Filho (Rio de Janeiro, 10 de outubro de 1919 — Rio de Janeiro, 31 de julho de 2009) foi um general-de-exército do Exército Brasileiro.

## Início
Euclydes de Oliveira Figueiredo Filho é natural da cidade do Rio de Janeiro, nascido em 10 de outubro de 1919. É filho de Euclides de Oliveira Figueiredo e de Valentina Silva de Oliveira Figueiredo, sendo o quarto filho de seis irmãos.
João Batista de Oliveira Figueiredo, o seu avô, atuou na Guerra do Paraguai e foi também servidor do Tesouro Nacional. No Exército Imperial Brasileiro foi um dos que contribuíram para organizar o inédito serviço de intendência daquela instituição.
Seu pai era opositor de Getúlio Vargas desde a Revolução de 1930 e participou da Revolução Constitucionalista de 1932, tendo sido preso e posteriormente exilado com sua família em Portugal e depois na Argentina. Mais tarde viria a ser novamente preso por supostamente estar envolvido nas ações integralista ocorrida em 1938. Ao fim da ditadura do Estado Novo, seu pai foi eleito deputado constituinte, pela União Democrática Nacional (UDN), participado da então assembléia constituinte para a aprovação da Constituição de 1946.
Igualmente a Euclydes, alguns de seus irmãos seguiram a carreira militar e também atingiram a patente de general: o ex-presidente e General João Batista de Oliveira Figueiredo Neto e Diogo de Oliveira Figueiredo, comandante da Escola de Comando e Estado-Maior do Exército. Outro irmão e também notório foi o escritor premiado Guilherme Figueiredo. Euclydes Figueiredo Filho era casado com Vera Correia de Oliveira Figueiredo.

## Carreira

Em 1981.

Ingressou na Escola Militar do Realengo em 1938. Anos depois assume como aspirante da arma de cavalaria em Uruguaiana e lá foi promovido a segundo-tenente.
Em 1943, assume o 4º Regimento de Cavalaria Divisionária, em Juiz de Fora. Mais tarde retorna ao Rio de Janeiro, para assumir o 1º Regimento de Cavalaria Divisionária e lá adquire a patente de primeiro-tenente.
Realizou curso de instrutores de transmissão na Escola de Transmissões. Com isso, veio mais tarde a assumir a 7ª Companhia de Instrução do Centro de Instrução Especializada.
Em 1945, na Escola Militar de Resende, adquire a patente de capitão e assume o posto de  instrutor-chefe da arma de cavalaria.
No ano de 1947, matriculou-se na Escola de Aperfeiçoamento de Oficiais. Concluída a sua qualificação, torna-se assim comandante do esquadrão de metralhadoras e morteiros do Regimento Escola de Cavalaria.
Em 1950, assume no Quartel-General da Zona Militar do Centro o posto de ajudante-de-ordens do comando. Em 1952, após concluir o seu curso na Escola de Comando e Estado-Maior do Exercito, é promovido a major, vindo a assumir posto no Quartel-General da 4ª Divisão de Cavalaria de Campo Grande.
Em 1955, assume posição no Estado-Maior do Exército e passa para o Quartel-General de Juiz de Fora. No ano seguinte, assume como diretor de ensino da Escola de Motomecanização e também como instrutor da seção de cavalaria e blindados da Escola de Comando e Estado-Maior do Exercito. Anos mais tarde é promovido a tenente-coronel.
Foi diretor da Coudelaria, em Campinas, e mais tarde designado instrutor na Escola de Comando e Estado-Maior do Exército, no Rio de Janeiro. Lá foi promovido a coronel e na sequência transferido para assumir o comando da 7ª Região Militar.
Com a posse do presidente Castelo Branco, em 15 de abril de 1964, atuou como secretário da Comissão Sumária do Exército, a qual identificava pessoas potencialmente subversivas ou ameaças a segurança nacional.
Em 1969, foi transferido para a 1ª Região Militar, mas retorna pouco depois a capital federal como subchefe do Exército do Gabinete Militar da Presidência da República, sob comando do general Emílio Garrastazu Médici.
Em 1971, assumiu como adido militar do Exército na embaixada brasileira na Colômbia. Em 1974, foi promovido a General de Brigada e na sequência assume o comando da 2ª Brigada de Cavalaria Mecanizada, em Uruguaiana.
No ano de 1976 assume o comando da 8ª Região Militar, sediada em Belém. Lá envolveu-se em controvérsias, ao dar declarações à imprensa sobre a “existência de padres subversivos na 8ª RM” e declarou que “o processo, já em andamento na justiça civil, deveria ser julgado como os de crime contra a segurança nacional”. Em 1978, é transferido para o Estado Maior do Exército em Brasília, no posto de Terceiro Subchefe. Em seguida, comandou a 1ª Divisão de Exército, no Rio de Janeiro, entre 16 de agosto de 1979 e 10 de dezembro de 1981.
Foi Comandante Militar da Amazônia, em Manaus, entre 29 de janeiro de 1982 e 9 de agosto de 1983.
Em seguida, foi nomeado comandante da Escola Superior de Guerra.
Durante o período de redemocratização do país, manifestava-se contrário à legalização dos partidos clandestinos de esquerda, por considerar a iniciativa um risco à segurança e à soberania nacionais.
Ao final de 1985 é transferido para a reserva.
Embora afastado da atividade militar, dava regulares entrevistas em que opinava sobre a situação do Exército Brasileiro e o quadro político do país. Durante as Eleições Presidenciais de 1989, advertiu que “se houver baderna no país, a eleição poderá não ocorrer, e sim o golpe”. Na época, afirmou que o ministro do Exército, general Leônidas Pires Gonçalves, era um covarde por atuado em defesa do general Newton Cruz no processo em que era imputado a ele da morte do jornalista Alexandre von Baumgarten. Por essa e outras declarações foi punido com prisão militar no Comando Militar do Leste.
Em 1990, defendeu a redução do número de ministérios militares e o combate à corrupção. Ainda naquele ano se manifestou contrário a advertência do então presidente aos militares, pois, segundo Euclydes, a sua classe tinha a prerrogativa de manifestar suas posições. Foi então novamente repreendido por suas declarações pelo ministro do Exército, general Carlos Tinoco, mas retrucou ao afirmar que impetraria mandado de segurança no Superior Tribunal de Justiça contra aquela medida disciplinar, porém, seu pedido foi negado. No ano seguinte, voltou à imprensa criticando os baixos salários dos militares.
Em 1992, após a revista Veja publicar a conhecida entrevista de Pedro Collor, que implicou no impeachment de seu irmão, Fernando Collor, defendeu a renúncia imediata do presidente como medida para pacificar a crise política e retomar as discussões para as reformas necessárias ao país. Contudo, mais tarde, junto a outros militares da reserva, defendeu o impeachment do então Presidente da Republica denunciado.